# Nikolaus von Cosel
Nikolaus von Cosel (auch Nicolaus von Kosel; polnisch Mikołaj z Koźla; tschechisch Mikuláš z Koslí; lateinisch Nicolay de Cosla, auch Nicolay de Cosil; * um 1390 in Cosel, Herzogtum Cosel; † nach 1423) war ein schlesischer Theologe und Franziskaner-Minorit. Er gilt als der früheste deutsche Schriftsteller Oberschlesiens.

## Leben
Die Lebensdaten des Nikolaus von Cosel sind nicht bekannt. Seine Vita kann jedoch teilweise aus einer ihm zugeschriebenen Handschrift erschlossen werden. Sie befand sich vermutlich in einem schlesischen Kloster und gelangte bei dessen Säkularisation 1810 an die Universitätsbibliothek Breslau. Dort wurde sie nach 1823 vom damaligen Kustos und späteren Professor August Heinrich Hoffmann von Fallersleben entdeckt. Er wies erstmals 1829 mit dem Aufsatz „Nicolaus von Kosel, ein böhmischer und deutscher Dichter vom Jahre 1417“ auf das nicht vollständig erhaltene Textkonvolut hin. Da er den Aufsatz dem Prager Bibliothekar Václav Hanka widmete, edierte er nur die mährischen Lieder der Handschrift mit deutscher Übersetzung, während er drei deutsche Lieder unbearbeitet anfügte. Da sein Interesse vor allem den Texten galt, waren seine Angaben zum Autor teilweise fehlerhaft bzw. nicht eindeutig. Erst der Breslauer Volkskundler Joseph Klapper (1880–1967) konnte die Bedeutung der Handschrift ab 1922 in mehreren Aufsätzen nachweisen. 
Nikolaus wurde um 1390 in Cosel geboren. In der Handschrift bezeichnet er sich auf Blatt 9 selbst als „Nicolay de Cosla“ und auf Blatt 83 als „Nicolay de Cosil“. Seine Ausbildung erhielt er vermutlich in Oberglogau, wo sich seit 1379 ein Kollegiatstift mit Schule befand. Dort erwarb er neben lateinischen auch slawische Sprachkenntnisse. Anlässlich des Provinzialkapitels im böhmischen Czaslau trat er 1414 als Novize in den Minoritenorden ein, und ein Jahr später legte er die Ordensgelübde ab. Es ist nicht bekannt, wann er zum Priester geweiht wurde. 1416 jedenfalls war er als „fratri Nicolao“ in Oberglogau „Prediger der Böhmen“ (predicatori Bohemorum). 1417 gehörte er dem Olmützer Minoritenkloster an, wo ihm die vertrauensvolle Stellung eines Sekretärs des Provinzials übertragen wurde. Während dieser Zeit berichtete er über die Auseinandersetzungen zwischen deutschen und tschechischen Mönchen, die u. a. auch zu Drohungen und Tätlichkeiten gegen den Oberglogauer Guardian führten. Auf dessen Bitte kehrte er im Sommer 1417 in das Oberglogauer Kloster zurück. Dort verfasste er den Hauptteil seiner Aufzeichnungen, darunter alle wichtigen deutschen Texte. Nach einem Eintrag aus dem Jahr 1417 kann vermutet werden, dass er eine Wallfahrt nach Rom und Assisi unternommen hat, um den Portiuncula-Ablass zu erlangen. 1421 wurde er in das Jägerndorfer Minoritenkloster entsandt. Sein weiterer Lebensweg ist nicht bekannt. Einer eigenhändigen Eintragung auf Blatt 16 seiner Handschrift kann entnommen werden, dass er 1423 noch am Leben war.
Große Bedeutung räumte Nikolaus der Marienverehrung ein. Sie ergibt sich aus den verzeichneten deutschen Gebeten und Liedern. In einem der Gebete nennt er sich selbst: „O du aller zeligste iuncfraw Maria, muter der barmherczykeit vnd mylde geberynne aller genaden! Ich Niclos befehl hewte in deyn hende (…)“.
Da vermutet wird, dass die in der Breslauer Universitätsbibliothek aufgefundene Handschrift aus dem 1431 gegründeten Minoritenkloster Cosel stammt, wohin der Oberglogauer Konvent wegen der Hussitenkriege geflohen war, ist es möglich, dass auch Nikolaus nach Cosel zurückgekehrt ist. Nach ebenfalls nicht belegten Vermutungen, könnte er dort der erste Guardian gewesen sein.

## Handschrift
Die Handschrift im Quartformat befindet sich unter der Signatur I Q 466 in der Universitätsbibliothek Breslau. Sie wurde vermutlich in einem Kloster zwischen zwei mit hellem Leder überzogenen Holzdeckeln eingebunden. Von den ursprünglich 151 Blättern fehlen acht. Das verwendete Papier zeigt ein Wasserzeichen mit einem Ochsenkopf, der zwischen den Hörnern einen Kreuzbalken trägt. Die schmucklosen Blätter wurden zu verschiedenen Zeiten von Nikolaus beschrieben. Da er alles verzeichnete, was ihm wissenswert erschien, gibt das Manuskript einen guten Einblick in die damaligen Lebensverhältnisse.
Die während des hussitischen Aufbruchs verfasste Handschrift stellt durch ihre Themenvielfalt für die Kulturgeschichte des oberschlesisch-mährischen Raumes eine wichtige Quelle dar. Neben theologischen Themen, die sich mit Fragen des Kirchenrechts, der Seelsorge und Glaubensfragen befassen, schrieb er u. a. auch zahlreiche lateinische, mährische und deutsche Hymnen auf. Enthalten sind auch mathematische, naturwissenschaftliche und medizinische Einträge. Einen breiten Raum nehmen Kirchenlieder ein. Den von den Hussiten verfolgten Konflikt gegen die deutsche Oberschicht lehnte Nikolaus entschieden ab, ebenso deren Forderung nach der apostolischen Armut. Deshalb kritisierte er auch den böhmischen König Wenzel, der die Bewegung begünstigte. Demgegenüber hob er dessen Vater Karl IV. hervor, der die Kirche und ihre Lehre stets verteidigt habe.
Besondere Bedeutung erlangte ein in Olmütz geschriebenes lateinisch-deutsches Glossar, das vermutlich für Unterrichtszwecke verwendet wurde. Das Vokabular gibt den Wortschatz der mährisch-schlesischen Bevölkerung der damaligen Zeit wider. Enthalten sind auch fünf Einträge mit slawischen Kirchenliedern.